# Teldenia niveata
Teldenia niveata är en fjärilsart som beskrevs av Arnold Pagenstecher 1896. Teldenia niveata ingår i släktet Teldenia och familjen sikelvingar. Inga underarter finns listade i Catalogue of Life.